# Осборн-хаус

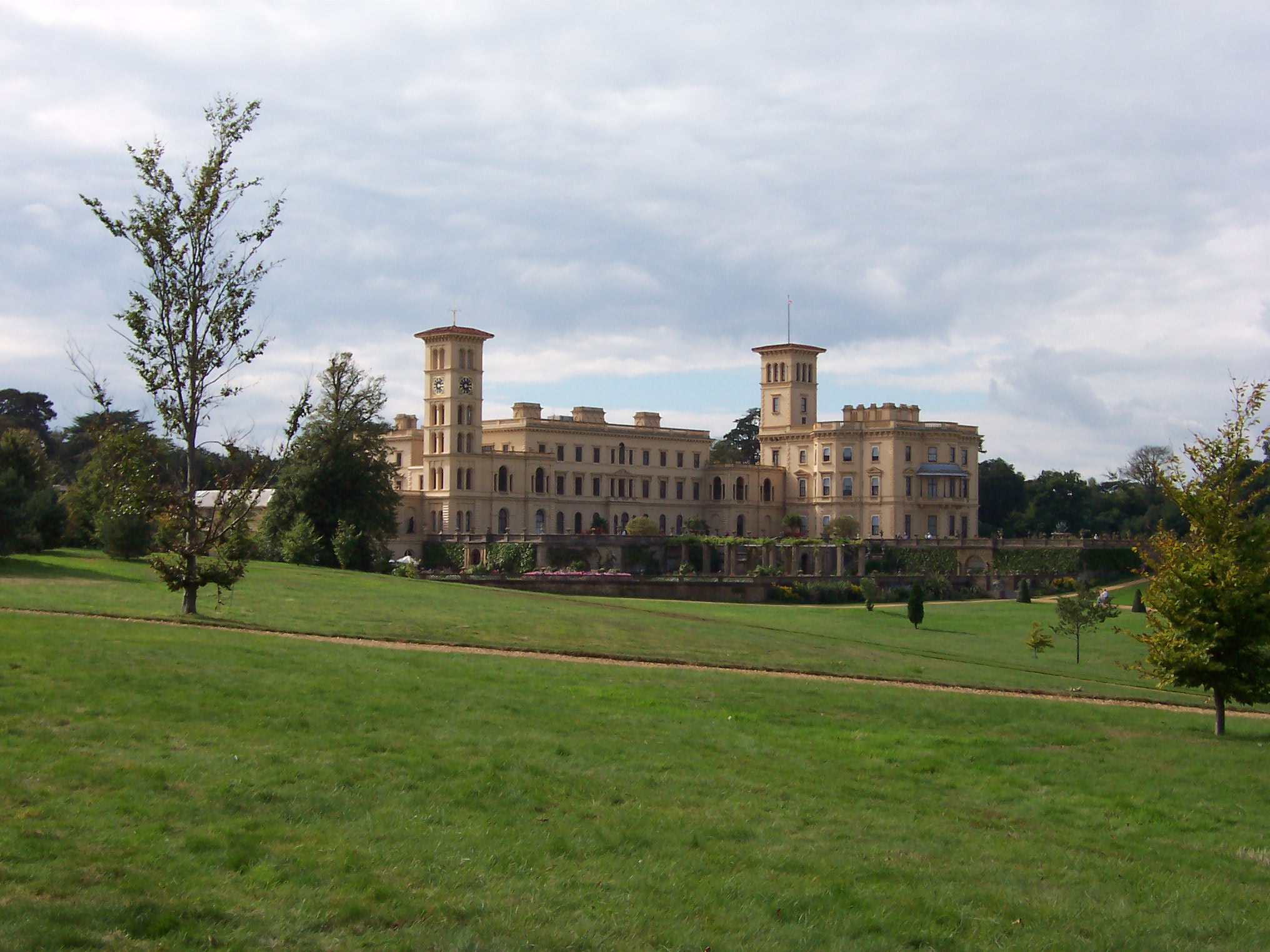
Осборн-хаус

Осборн-хаус (англ. Osborne House) — дворец в итальянском стиле, выстроенный королевой Викторией и её супругом Альбертом в качестве летней, приморской резиденции в городке Ист-Каус на северном побережье острова Уайт в 1845—51 гг. С 1921 года является общедоступным музеем.
Подряд на строительство выиграл Томас Кьюбитт, одновременно занимавшийся реконструкцией Букингемского дворца. В Осборн-хаусе воспитывались внуки королевы, включая последнюю русскую императрицу Александру Фёдоровну. Рядом с дворцом сохранилось шале, перевезённое по желанию королевы на берег пролива Те-Солент из Швейцарии.
В 1901 году королева Виктория скончалась в Осборн-хаусе, и её личные апартаменты были превращены в семейный музей. Наследник Виктории, Эдуард VII, открыл на территории усадьбы военно-морское училище, где получали образование его внуки, будущие Эдуард VIII, Георг VI и герцог Кентский.
Среди других известных кадетов: Джек Ллевелин Дэвис, вдохновивший английского драматурга Дж. М. Барри на создание «Питера Пэна», и Джордж Арчер-Ши, громкий судебный процесс над которым стал прообразом пьесы «The Winslow Boy». Джордж Арчер-Ши был обвинён в краже и исключён из училища, но был оправдан и его семье впоследствии была выплачена компенсация.